# Стрелица (Острогожский район)
Стрелица — посёлок сельского типа в Острогожском районе Воронежской области.
Входит в состав Шубинского сельского поселения.
| 2000 | 2005 | 2010 |
| ---- | ---- | ---- |
| 55   | ↘35  | ↘28  |

В посёлке имеются две улицы — Земляничная, Центральная и один переулок — Дачный.